# Diagramma a ragnatela
Il diagramma a ragnatela o diagramma di Verhulst è uno strumento usato nello studio dei sistemi dinamici per analizzare il comportamento qualitativo di una funzione iterativa, come la mappa logistica. Attraverso il diagramma a ragnatela è possibile dedurre lo stato a lungo termine di una condizione iniziale in seguito all'applicazione ripetuta della mappa.

## Costruzione

Animazione del diagramma a ragnatela della mappa logistica che mostra il comportamento caotico per i valori di r > 3,57.

Per una generica funzione iterativa {\displaystyle f:\mathbb {R} \to \mathbb {R} }, il diagramma si compone di una linea diagonale (y = x) e di una curva che rappresenta la funzione y = f(x). Per tracciare il comportamento di un valore {\displaystyle x_{0}} si devono eseguire questi passi:
1. trovare il punto della curva dove si ha x = {\displaystyle x_{0}}; esso avrà le coordinate ({\displaystyle x_{0},f(x_{0})});
2. tracciare una linea orizzontale che congiunga questo punto con la linea diagonale; in questo punto le coordinate saranno ({\displaystyle f(x_{0}),f(x_{0})});
3. tracciare una linea verticale che congiunga questo punto della diagonale con la curva della funzione; questo punto avrà coordinate ({\displaystyle f(x_{0}),f(f(x_{0}))});
4. ripetere dal punto 2 fin quando necessario.

## Interpretazione
In un diagramma a ragnatela un punto fisso stabile corrisponde ad una spirale interna, mentre un punto fisso instabile corrisponde ad una esterna. Ciò deriva dalla definizione di punto fisso, infatti queste spirali sono centrate in punti dove la linea diagonale y = x interseca il grafico della funzione. Un'orbita di periodo 2 è rappresentata da un rettangolo, mentre cicli di periodo maggiore producono linee chiuse di forma più complessa.